# Cocalinho
Cocalinho är en kommun i Brasilien.   Den ligger i delstaten Mato Grosso, i den centrala delen av landet, 400 km nordväst om huvudstaden Brasília. Antalet invånare är 5 498.
Omgivningarna runt Cocalinho är huvudsakligen savann. Trakten runt Cocalinho är nära nog obefolkad, med mindre än två invånare per kvadratkilometer.